# LOVE PiECE Tour2008 〜メガネかけなきゃユメがねぇ!〜at Pacifico Yokohama on 1st of May 2008
『LOVE PiECE Tour2008 〜メガネかけなきゃユメがねぇ!〜at Pacifico Yokohama on 1st of May 2008』は、日本のシンガーソングライター、大塚愛のライブビデオ。2008年7月30日にavex traxよりリリースされた。

## 概要
- 2008年に全国24会場32公演で約10万人を動員のツアーから5月1日のパシフィコ横浜公演の模様を収録。
- 初回受注限定生産盤と通常盤の2形態での発売。初回受注限定生産盤は豪華デジパック仕様で、スペシャルムービー収録のDVDと40ページのツアーオリジナルフォトブック付き。

## 収録内容
1. 未来タクシー
2. ハニカミジェーン
3. Mackerel's canned food
4. ユメクイ
5. HEART
6. 星のタンゴ
7. 桃ノ花ビラ ～ tears
8. プラネタリウム
9. クムリウタ
10. キミにカエル。
11. 恋愛写真 －春－
12. PEACH
13. フレンジャー
14. 蚊取線香
15. ポンポン
16. CHU-LIP

-Encore-
1. さくらんぼ
2. ロケットスニーカー
3. LIFE － LOVE CiRCLE
4. チケット
5. ポケット

## ツアー日程
| 公演数 | 開催日  | 会場                         |
| 01     | 2月2日  | 人見記念講堂                 |
| 02     | 2月3日  | 人見記念講堂                 |
| 03     | 2月9日  | 大阪フェスティバルホール     |
| 04     | 2月10日 | 大阪フェスティバルホール     |
| 05     | 2月15日 | 長野県県民文化会館           |
| 06     | 2月17日 | 富山オーバード・ホール       |
| 07     | 2月22日 | 広島厚生年金会館             |
| 08     | 2月23日 | 倉敷市民会館                 |
| 09     | 2月29日 | 神戸国際会館・こくさいホール |
| 10     | 3月1日  | 静岡市民文化会館             |
| 11     | 3月8日  | NHKホール                    |
| 12     | 3月9日  | NHKホール                    |
| 13     | 3月13日 | 東京国際フォーラム・ホールA  |
| 14     | 3月14日 | 東京国際フォーラム・ホールA  |
| 15     | 3月16日 | 新潟県民会館                 |
| 16     | 3月20日 | 郡山市民文化センター         |
| 17     | 3月21日 | 仙台サンプラザホール         |
| 18     | 3月23日 | 盛岡市民文化ホール           |
| 19     | 3月30日 | 香川県県民ホール             |
| 20     | 4月3日  | 帯広市民文化ホール           |
| 21     | 4月4日  | 旭川市民文化会館             |
| 22     | 4月6日  | 函館市民会館                 |
| 23     | 4月10日 | 福岡サンパレス               |
| 24     | 4月12日 | 大分iichikoグランシアタ      |
| 25     | 4月13日 | 熊本市民会館                 |
| 26     | 4月19日 | 名古屋センチュリーホール     |
| 27     | 4月20日 | 名古屋センチュリーホール     |
| 28     | 4月28日 | パシフィコ横浜・国立大ホール |
| 29     | 4月29日 | パシフィコ横浜・国立大ホール |
| 30     | 5月1日  | パシフィコ横浜・国立大ホール |
| 31     | 5月5日  | グランキューブ大阪           |
| 32     | 5月6日  | グランキューブ大阪           |